# Shot Me Down
"Shot Me Down" é um single do disc jockey e produtor musical francês David Guetta, com a participação da cantora estadunidense Skylar Grey. A canção é uma regravação do single "Bang Bang (My Baby Shot Me Down)", lançado pela cantora Cher em 1966. A canção chegou ao número seis na França, e ficou entre as dez melhores na Bélgica, Reino Unido, Irlanda, Dinamarca, Hungria e Austrália, e entre as vinte melhores das paradas na Alemanha, Espanha e Itália.

## Música e vídeo
O videoclipe lírico da canção foi lançado em 28 de fevereiro de 2014, no canal do artista no site YouTube.

## Faixas e formatos
| Digital download |                                  |         |  |
| N.º              | Título                           | Duração |  |
| 1.               | "Shot Me Down" (com Skylar Grey) | 3:11    |  |

| CD single |                                             |         |  |
| N.º       | Título                                      | Duração |  |
| 1.        | "Shot Me Down" (com Skylar Grey) (original) | 3:11    |  |
| 2.        | "Shot Me Down" (com Skylar Grey) (extended) | 5:15    |  |

## Desempenho nas paradas
| Paradas (2014)                                    | Melhor posição |
| ------------------------------------------------- | -------------- |
| O campo songid é OBRIGATÓRIO PARA PARADA ALEMÃ    | 13             |
| Austrália (ARIA)                                  | 3              |
| Áustria (Ö3 Austria Top 75)                       | 9              |
| Bélgica (Ultratop 50 de Flandres)                 | 11             |
| Bélgica (Ultratop 50 da Valônia)                  | 3              |
| Canadá (Canadian Hot 100)                         | 66             |
| Dinamarca (Hitlisten)                             | 8              |
| Escócia (Scottish Singles Chart)                  | 3              |
| Eslováquia (Rádio Top 100)                        | 1              |
| Eslováquia (Singles Digitál Top 100)              | 1              |
| Espanha (PROMUSICAE)                              | 13             |
| Estados Unidos (Bubbling Under Hot 100 Singles)   | 3              |
| Estados Unidos (Billboard Dance/Electronic Songs) | 1              |
| Estados Unidos (Billboard Dance Club Songs)       | 1              |
| Finlândia (Suomen virallinen lista)               | 8              |
| França (SNEP)                                     | 6              |
| Hungria (Dance Top 40)                            | 1              |
| Hungria (Single Top 40)                           | 1              |
| Irlanda (IRMA)                                    | 7              |
| Itália (FIMI)                                     | 1              |
| Itália (Dance Club Chart Top 50)                  | 2              |
| Luxemburgo (Billboard Digital Songs)              | 2              |
| Nova Zelândia (Recorded Music NZ)                 | 20             |
| Países Baixos (Dutch Top 40)                      | 17             |
| Polónia (Dance Top 50)                            | 28             |
| Reino Unido (UK Dance Chart)                      | 3              |
| Reino Unido (UK Singles Chart)                    | 4              |
| República Checa (Rádio Top 100)                   | 1              |
| Chéquia (Singles Digitál Top 100)                 | 2              |
| Suécia (Sverigetopplistan)                        | 16             |
| Suíça (Schweizer Hitparade)                       | 6              |

| Paradas (2014)   | Melhor posição |
| ---------------- | -------------- |
| Austrália (ARIA) | 53             |

| País                  | Certificação | Vendas certificadas |
| --------------------- | ------------ | ------------------- |
| Austrália (ARIA)      | 2× Platina   | 140,000             |
| Canadá (Music Canada) | Ouro         | 40,000              |
| Reino Unido (BPI)     | Prata        | 200,000             |
| Suécia (GLF)          | Platina      | 40,000              |
| Suíça (IFPI)          | Ouro         | 15,000              |
| Streaming             |              |                     |
| Dinamarca (IFPI)      | Ouro         | 1,300,000           |
| Espanha (PROMUSICAE)  | Ouro         | 4,000,000           |

## Histórico de lançamento
| País        | Data                    | Formato          | Gravadora                |
| ----------- | ----------------------- | ---------------- | ------------------------ |
| França      | 3 de fevereiro de 2014  | Download digital | Parlophone, Warner Music |
| Reino Unido | 10 de fevereiro de 2014 | Download digital | Parlophone, Warner Music |